# 伊勢現代美術館
伊勢現代美術館（いせげんだいびじゅつかん、英語: Contemporary Art Museum ISE）は、三重県度会郡南伊勢町五ヶ所浦にある私設美術館。現代美術作家の作品を中心に収蔵する。
2025年（令和7年）6月30日での閉館を発表している。

## 美術館概要
2003年（平成15年）4月、広告代理店を経営しながらアマチュア写真家としても活動した服部修身（伊勢市出身）によって開設された。
法的には博物館法の適用を受けない「博物館類似施設」であるが、三重県博物館協会の会員である。
美術館は市街地から離れた場所に立地し、静かに作品を鑑賞することができる。若手作家の支援を行い、新人発掘や展示室の貸し出しを行っている。2017年に初代館長が亡くなり、親族に引き継がれ、2025年までに約450回の展覧会が開催された。

### 館内
白亜の洋館を模した2階建ての美術館は1階を企画展など、2階を企画展のほか、若手芸術家の作品の展示室としている。敷地面積は1,155m2、美術館の延床面積は約460m2で、1階と2階の展示室の合計面積は144m2。
庭園が五ヶ所湾に面し、岡本敦生や吉川千香子らの現代彫刻が建ち並ぶ。本館のほか、別館「彫刻館　宇空(うくう)」がある。
作品展示のみならず、ロビーにはカフェと売店（ミュージアムショップ）も設置している。カフェのみの利用も可能。ミュージアムショップでは、作家の1点ものの作品を販売する。

## 利用案内
- 開館時間：10時 - 17時（JST）
- 休館日：火曜日・水曜日（祝日の場合は開館し、振替休日を設定）[4]
- 入館料：大人700円、高大専門校生500円、小中学生無料[4][8]

## 歴史
- 2003年（平成15年）4月23日　開館
- 2009年（平成21年）1月　別館の「彫刻館　宇空」がオープン[3]。

## 周辺
- 三重県立南伊勢高等学校南勢校舎
- 独立行政法人水産総合研究センター増養殖研究所
- 志摩ヨットハーバー

### 交通
- JR参宮線・近鉄山田線伊勢市駅より三重交通バス「五ヶ所」行き乗車、「南勢野添」下車、徒歩約15 - 20分[4]。
  - 南伊勢町営バス「ワンバ」下車、徒歩約3分（約250m）であるが、ワンバを発着するバスは2014年現在1日4往復しか運行していない[10]。
- 伊勢自動車道玉城ICよりサニーロード経由、約25分[8]。三重県道769号中津浜浦五ヶ所浦線から少し入ったところにある。駐車場は8台[4][8]。